# Шешель, Воислав
Во́ислав Ше́шель (серб. Војислав Шешељ; род. 11 октября 1954, Сараево, ФНРЮ) — сербский политический деятель, лидер Сербской радикальной партии с 1991 года. Доктор юридических наук (1976). Четыре раза был кандидатом на пост президента Республики Сербия. Вице-премьер Правительства Республики Сербия (1998—2000), глава общины Земун (1996—1998).
Более 11 лет находился в камере предварительного заключения тюрьмы Гааги в качестве обвиняемого судебного процесса Международного трибунала по бывшей Югославии (МТБЮ). В 2009—2012 годах МТБЮ трижды выносил Шешелю обвинительные приговоры по второстепенным делам. Шешель находился в КПЗ с 24 февраля 2003 года, что, по мнению судьи МТБЮ Жан-Клода Антонетти, является мировым рекордом для развитых стран. 12 ноября 2014 года условно освобождён из предварительного заключения по состоянию здоровья и вернулся в Белград, а 31 марта 2016 года был полностью оправдан Международным уголовным трибуналом по бывшей Югославии. В апреле 2018 года оправдательный приговор был отменён, Шешеля приговорили к 10 годам тюрьмы, но зачли 12 лет, проведённых ранее под стражей.

## Биография
Воислав Шешель родился 11 октября 1954 года в городе Сараево, в то время — столице республики Босния и Герцеговина в составе Югославии (ныне Сараево — столица независимого государства Босния и Герцеговина). Его прадед по материнской линии, Веселин Мисита, был командиром отряда югославских четников. Николай Шешель — отец — во время Второй Мировой воевал в партизанских отрядах Иосипа Броз Тито. Родители Воислава поженились в 1953 году.
В 1976 году Воислав окончил юридический факультет Сараевского университета. В возрасте 25 лет защитил докторскую диссертацию по теме «Политическая сущность милитаризма и фашизма», став самым молодым доктором наук в Югославии. После данной работы Шешель в течение года преподавал в Мичиганском университете в США.

### Карьера
Политическую карьеру Шешель начал в начале 1980-х с противостояния коммунистическому режиму Социалистической Республики Босния и Герцеговина.
В середине 1980-х Шешель написал статью, в которой призывал преобразовать Югославию из многонациональной федерации в государство, где бы доминировали сербы, за что провёл в тюрьме 2 года.
Следующий тюремный срок Шешель получил в возрасте 28 лет за деятельность, которую вёл с «анархолиберальных и националистических позиций». Во время пребывания в сараевской тюрьме срок наказания Шешеля снизили на 4 года. В тюрьме в Зенице он провёл 2 года. На досрочное освобождение Шешеля повлияли многочисленные протесты и петиции интеллигенции Югославии.
С 1989 года Шешель активно выступал с лекциями в сербских диаспорах США, Канады, Австралии и Западной Европы. С точки зрения некоторых наблюдателей, главной целью этих поездок был сбор средств для организации националистического движения в Сербии. В июне того же года глава движения сербских четников Равна Гора Момчило Джуич присвоил ему почётный чин четнического воеводы «за особые заслуги в борьбе за сербские национальные интересы». Впоследствии Джуич стал критиковать Шешеля за сотрудничество со Слободаном Милошевичем и в 1998 году лишил его ранее присвоенного звания.
В январе 1990 года Шешель основал Сербское движение борцов за свободу. В марте того же года это движение объединилось с «Сербским народным возрождением» писателя-оппозиционера Вука Драшковича, образовав новую партию Сербское движение обновления (СДО). После раскола в партии Шешель в июне того же года основал «Сербское четническое (упоминалось также как добровольческое) движение», однако вскоре эта организация была запрещена из-за своего названия, оскорбляющего «общественную мораль».
В октябре 1990 года Шешель был приговорён к краткосрочному тюремному заключению за попытку разрушить мавзолей лидера бывшей Югославии Иосипа Броз Тито — Дом цветов — политик обвинял покойного югославского лидера в унижении сербской нации и настаивал на переносе его останков на историческую родину, в Хорватию. В том же месяце Шешель был повторно арестован и осуждён на 45 дней тюрьмы. В ноябре того же года, находясь в заключении, Шешель был зарегистрирован кандидатом в президенты Сербии. На выборах 9 декабря 1990 года он получил 1,91 процента голосов и занял пятое место.
К началу 1990-х относят озвученную Шешелем угрозу устроить диверсию на АЭС Кршко в Словении и заявление о готовности нанести ракетные удары по Италии, Австрии и Хорватии в случае атаки авиации НАТО по позициям боснийских сербов.
В феврале 1991 года (по другим данным, в 1990) Шешель на базе объединения «Сербского четнического движения» с частью местных отделений Народной радикальной партии основал Сербскую радикальную партию (СРП) и возглавил её. В апреле 1991 года Шешель как независимый кандидат был избран в Скупщину Сербии по одному из одномандатных округов (по другим данным, депутатом сербского парламента Шешель стал в июне 1991 года). В 1991 году в интервью журналу «Шпигель» Воислав заявил: «Хорваты получат столько земли, сколько можно будет разглядеть с колокольни Загребского кафедрального собора, а если они будут возражать, мы заберём и это».
В апреле 1992 года была провозглашена Союзная Республика Югославия (СРЮ), в состав которой вошли Сербия и Черногория. В мае того же года СРП успешно выступила на выборах в парламент СРЮ. В декабре того же года на выборах в парламент Сербии СРП получила 22,6 процента голосов и уступила только Социалистической партии Милошевича (28,8 процента). После выборов радикалы вступили с социалистами в «негласную коалицию», не получив при этом мест в правительстве. По мнению аналитиков, успех СРП во многом был связан с регулярными появлениями Шешеля на государственных телеканалах, где лидер радикалов выступал с националистическими лозунгами и критиковал выступавшую против Милошевича демократическую оппозицию.
Во время войн в Югославии начала 90-х Шешель активно участвовал в организации и руководстве добровольческими отрядами сербов. В 1991—1993 годах Шешель принимал активное участие в боевых действиях в Хорватии и Боснии как организатор вооружённых отрядов сербских добровольцев («Шешелевичи», «Четники», «Белые орлы»). Эти отряды вместе с сербской армией пытались занять населённые сербами территории. По задумке Шешеля, «Великая Сербия» должна была включать Сербию вместе с провинциями Косово и Воеводина, Боснию и Герцоговину, Македонию, Черногорию, а также часть Хорватии.
В конце 1992 года госсекретарь США Лоренс Иглбергер назвал Шешеля в числе командиров, которых, по его мнению, необходимо было привлечь к международному суду за военные преступления, совершённые во время боевых действий на Балканах. Шешель все обвинения в свой адрес отрицал.
В августе 1993 года Милошевич отказался от поддержки боснийских сербов, и союз социалистов и радикалов распался. Шешель обвинил Милошевича в предательстве «Великой Сербии», а также в коррупции и провальной экономической политике. Власти объявили Шешеля «фашистом». Милошевич и Шешель также обвинили друг друга в причастности к грабежам мирного населения и другим преступлениям, совершённых в ходе Боснийской войны.
В ноябре 1996 года Шешель одержал победу на выборах в общине Земун. По мнению западных СМИ, в это время несколько проживавших в Земуне хорватских семей были незаконно изгнаны из своих домов, куда затем по распоряжению главы города заселялись сербские беженцы. В июле 1997 года охранниками Шешеля был избит адвокат одной из хорватских семей. Позднее противники Шешеля обвиняли его в тесных связях с «земунской» преступной группировкой, члены которой якобы вели наиболее активную работу в городе во время правления Шешеля.
В период с 1998 по 2000 год Шешель был вице-премьером Сербии. Во время Войны в Косово Воислав вместе со своей партией поддерживал Слободана Милошевича.
На президентских выборах 2002 года в поддержку кандидатуры Шешеля выступил Милошевич, более года находившийся под арестом Международного трибунала по бывшей Югославии. В первом туре выборов в сентябре 2002 года Шешель получил 23,24 процента голосов и занял третье место, уступив демократу Воиславу Коштунице и независимому кандидату Миролюбу Лабусу. Второй тур голосования в октябре не состоялся из-за низкой явки избирателей. В декабре 2002 года в третий раз на участки пришли только 45 процентов избирателей (из них 36 процентов отдали голоса за Шешеля, 58 процентов — за Коштуницу).

## Процесс над Шешелем в Гаагском трибунале
14 февраля 2003 года Международный трибунал по бывшей Югославии выдвинул против Шешеля обвинения в финансировании, руководстве сербских добровольческих формирований и разжиганию межнациональной розни во время войн в Хорватии и Боснии в начале 1990-х. Воиславу было предъявлено обвинение по 14 пунктам. 24 февраля Шешель добровольно прибыл в Гаагу, намереваясь самостоятельно доказать свою невиновность перед трибуналом. Шешель заявил, что он намерен «разбить трибунал на кусочки и вернуться победителем». В течение последующих 11 лет в предварительном заключении Шешель утверждал, что никаких реальных доказательств его причастности к геноциду несербского населения не существует.

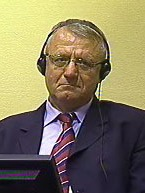
Во время судебного заседания, 2009 год

10 ноября 2006 года Шешель объявил голодовку, протестуя против отказа в праве на самостоятельную защиту самого себя; на получение материалов дела на сербском языке; на возможность неограниченных встреч с родственниками. Трибунал назначил Шешелю адвокатом Дэвида Хупера, которого сам Шешель обвинил в возможной помощи обвинению. 24 июля 2009 года МТБЮ приговорил Шешеля к 15 месяцам тюрьмы по второстепенному делу о так называемом «вмешательстве в осуществление правосудия». Шешелю вменялось в вину, что в одной из своих книг он раскрыл имена трёх засекреченных свидетелей обвинения.
Деятельность МТБЮ, должна была быть прекращена в 2010 году, но трибунал продолжил свою работу без легального международного мандата. В октябре 2011 года МТБЮ отказал Шешелю в требовании прекратить основной процесс. Свой отказ МТБЮ аргументировал отсутствием в трибунале максимально допустимого срока пребывания под стражей в ходе судебного следствия. Из этой формулировки некоторые аналитики сделали вывод, что суд над Шешелем может длиться неограниченное время, а сам Шешель, может не дожить до приговора, подобно Милошевичу. В начале октября 2011 года его адвокат заявил, что судебный процесс крайне затянут, так как трибунал занят выяснением незначительных по сравнению с основным процессом подробностей, таких как статус обвиняемого.
Во время одной из своих речей перед судьями МТБЮ в Гааге Воислав Шешель обозначил сербов как «малых русских на Балканах».
31 октября 2011 года МТБЮ приговорил Шешеля к 18 месяцам заключения по другому второстепенному делу — по обвинению в неуважении к суду в связи с раскрытием личностей 11 засекреченных свидетелей, выступавших на основном судебном процессе против него.
К июню 2012 года трибунал конкретизировал обвинение Шешелю в военных преступлениях. Согласно материалам прокурора, Шешель обвиняется в разжигании межнациональной розни, подстрекательстве к «геноциду, совершению убийств, пыток, преследованию и жестокому обращению» с несербами в период распада Югославии. В частности, Шешеля обвиняют в изгнании десятков тысяч человек, в убийстве более 900 хорватов и мусульман, пытках и избиении людей. По мнению прокурора, подсудимый формировал и финансировал сербские добровольческие подразделения, которые изгоняли несербов с территории Боснии, Хорватии и Сербии в начале 1990-х годов. Сам Шешель все обвинения отверг.
28 июня 2012 года МТБЮ в третий раз осудил Шешеля по второстепенному делу. На этот раз трибунал приговорил Шешеля к 2 годам заключения за «неуважение к суду», выразившееся в отказе подсудимого свидетельствовать в свою защиту. В октябре 2013 года произошла новая задержка с вынесением приговора по основному делу в связи с заменой судьи. В декабре 2013 года Шешель перенёс операцию в Нидерландах в связи со злокачественной опухолью толстой кишки, после чего прошёл курс химиотерапии.

### Освобождение
Летом 2014 года по настоянию процессуальной палаты Гаагского трибунала в МТБЮ был поднят вопрос о временном освобождении 60-летнего Шешеля, находящегося в камере предварительного заключения более 11 лет, что, по мнению процессуальной палаты, превышает все допустимые пределы. Трибунал выставил ряд условий временного освобождения Шешеля до приговора. Например, Шешелю было необходимо отмечаться в сербской полиции. В ответе трибуналу Шешель отказался совершать регулярные визиты в полицию и носить электронный браслет, поскольку эти меры, по его мнению, оскорбляют человеческое достоинство. Шешель принял только одно условие МТБЮ — не покидать пределов Сербии.
С 29 по 31 октября в Гааге Шешеля осмотрела бригада сербских врачей и подтвердила установленный ранее голландскими докторами диагноз — развитие онкологического заболевания. 12 ноября 2014 года Шешель был условно освобождён из предварительного заключения по состоянию здоровья и вернулся в Белград, где его в аэропорту приветствовали сотни сторонников.
Перед объявлением приговора Шешель заявил, что суд не только не сумел построить доказательную базу, но и даже попытался фальсифицировать показания свидетелей обвинения.
31 марта 2016 года Международный трибунал по бывшей Югославии вынес Воиславу Шешелю оправдательный приговор, сняв с него обвинение по всем пунктам.
11 апреля 2018 года оправдательный приговор был отменён. Шешель был приговорён к 10 годам тюрьмы, но не будет отбывать наказание, так как провёл 12 лет под стражей.

## Участие в выборах

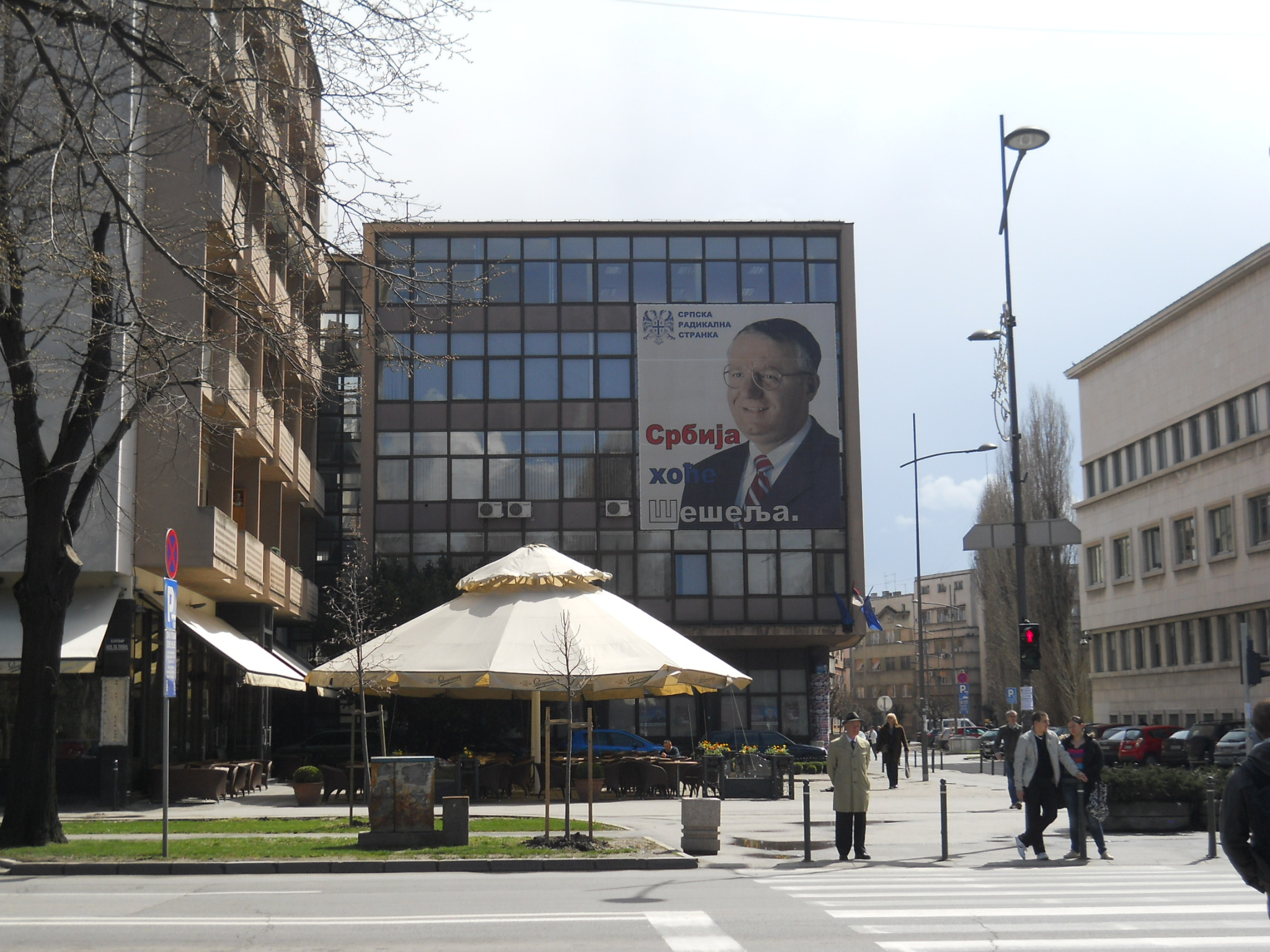
Реклама на выборах, 2013 год

Шешель неоднократно выставлял свою кандидатуру на президентских выборах в Югославии и Сербии:
- Сентябрь-октябрь 1997 года — 1 126 940 (27,28 %) голосов в первом туре и 1 733 859 (49,10 %; первое место) голосов во втором туре; второй тур выборов признан несостоявшимся из-за низкой явки
- Декабрь 1997 года — 1 227 076 (32,19 %) голосов в первом туре и 1 383 868 (37,57 %; второе место) голосов во втором туре
- Сентябрь-октябрь 2002 года — 845 308 (23,24 %) голосов в первом туре; выборы признаны несостоявшимися из-за низкой явки
- Декабрь 2002 года — 1 063 296 (36,08 %) голосов в первом туре; выборы признаны несостоявшимися из-за низкой явки

## Шешель и Россия
По мнению депутата от ЛДПР Алексея Островского, Шешель всегда выступал за развитие братских связей с Россией и на протяжении многих десятилетий является «надёжным другом российского народа».
23 декабря 2010 года под председательством Сергея Бабурина был создан Российский общественный комитет (РОК) в защиту Шешеля.
Члены Комитета заявили о решимости бороться за справедливость в отношении Шешеля и освобождения Шешеля из заключения. В сентябре 2012 года РОК в защиту Воислава Шешеля возглавил Вячеслав Тетёкин.

## Семья
Первой женой Шешеля была Весна Тунич (Мудреша). У них родился сын, Николай (род. 1984).
Во второй раз Шешель женился на Ядранке Шешель (в девичестве Павлович). Три сына: Александр (род. 1993) — депутат ПАСЕ, Михаил (род. 1996), Владимир (род. 1998).

## Сочинения
Шешель известен как автор более 50 научных и политических книг, в числе которых в прессе упоминался фундаментальный труд «Идеология сербского национализма». Среди которых трёхтомник «В Сребренице не было геноцида». В 2007 году «за верность служения в науке и культуре единству славянских народов» Шешель был удостоен премии имени Эдуарда Володина «Имперская культура». Отдельного упоминания заслуживают заглавия, которые автор дал некоторым из своих книг: «Английский пидорский выпидорыш Тони Блэр», «Сморщенные кенгуриные мудя Кевин Паркер», «Вашингтонский сексуальный маньяк Билл Клинтон», «Верные приспешники Гитлера Гельмут Коль и Ганс Гейшер», «В челюстях бляди дель Понте» и другие. В связи с чем в сербском сегменте интернета даже существует пародийный сайт, позволяющий сгенерировать обложку книги, в духе сочинений Шешеля, подставив любое имя.
Шешель написал несколько книг, в которых обвинил Римскую католическую церковь в поддержке геноцида сербов:
- Римска курија вечито жедна српске крви. (серб.) (2006)
- Antihristov namesnik zlikovacki rimski papa Benedikt sesnaesti.  (серб.) (2006)
- Pontifex Maximus of Satanist church John Paul II.  (серб.) (2006)
- Devil’s assistant criminal Roman Pope John Paul II.  (серб.)[44][неавторитетный источник] (2004)